# Parc quasi national d'Okinawa Senseki
Le parc quasi national d'Okinawa Senseki (沖縄戦跡国定公園, Okinawa Senseki Kokutei Kōen) est un parc quasi national du Japon situé au sud de l'île d'Okinawa dans la préfecture éponyme. Il a été créé le 15 mai 1972 et sa superficie est de 31,27 km2.